# Slento
El slento (o slentho) és un instrument musical que forma part d'alguns conjunts de gamelan. És similar a la família dels saron, i més greu que qualsevol altre (és una octava més greu que el saron demung, tot i que pot ser de mida similar a aquest). Com aquests, el slento té normalment sis (pel gamelan slendro) o set làmines (en el cas del gamelan pelog) disposades sobre una caixa de ressonància, i es toca amb una baqueta de fusta (tabuh). Tanmateix, a diferència d'altres sarons, el centre de les seves làmines té una protuberància similar a de les cassoles del bonang. El slento normalment té les mateixes notes que el slentem, però sona més fort i brillant que aquest últim. En els conjunts de gamelan on està present, s'encarrega de tocar l'estructura bàsica de la melodia.
El slento ja no és un instrument comú en el gamelan, havent estat substituït en gran part pel slentem. No obstant això, es segueix utilitzant en gamelans antics, com el gending bonang, en el qual pot tenir preferència respecte al slentem.